# Meretrix lusoria
Meretrix lusoria is een tweekleppigensoort uit de familie van de Veneridae. De wetenschappelijke naam van de soort is voor het eerst geldig gepubliceerd in 1798 door Röding.